# Vivat (bier)
Vivat is een Frans bier van hoge gisting. Het wordt gebrouwen in de Brasserie Historique de l'Abbaye du Cateau te Le Cateau-Cambrésis.

## Soorten[1]
- Vivat Blonde, blond bière de Garde met een alcoholpercentage van 6,5%
- Vivat Bio, blond biologische bier met een alcoholpercentage van 6%
- Vivat de Printemps, blond seizoensbier met een alcoholpercentage van 6,5%
- Vivat d'hiver, seizoensbier met een alcoholpercentage van 8%
- Vivat Triple, blonde tripel met een alcoholpercentage van 8,3%
- Vivat.Fusion, blond bier met een alcoholpercentage van 6,5%
- Vivat 10, quadrupel met een alcoholpercentage van 10%

## Prijzen
- Brussels Beer Challenge 2012: bronzen medaille voor Vivat Triple[2]